# Kevin Chamberlin
Kevin Chamberlin, född 25 november 1963 i Baltimore, Maryland, är en amerikansk skådespelare. Han är bland annat känd för rollen som Bertram Winkle i Jessie.

## Priser och nomineringar
| År   | Namn              | Pris       | Kategori                                        | Resultat  |
| ---- | ----------------- | ---------- | ----------------------------------------------- | --------- |
| 2000 | Dirty Blonde      | Tony Award | Tony Award for Best Featured Actor in a Play    | Nominerad |
| 2001 | Seussical         | Tony Award | Tony Award for Best Actor in a Musical          | Nominerad |
| 2010 | The Addams Family | Tony Award | Tony Award for Best Featured Actor in a Musical | Nominerad |

## Filmografi (urval)
| År      | Namn                                                     | Kategori   | Roll                     | Övrigt  |
| ------- | -------------------------------------------------------- | ---------- | ------------------------ | ------- |
| 2017    | The Emoji Movie                                          | film       | Gavel (röst)             |         |
| 2017    | Grace and Frankie                                        | tv serie   | frank                    | biroll  |
| 2011-15 | Jessie                                                   | tv-serie   | Bertram / Bertram Winkle |         |
| 2014    | Disney's Circle of Stars: Do You Want to Build a Snowman | musikvideo | Sig själv                | sjunger |
| 2003    | Jims värld                                               | tv-serie   | Wallace                  | biroll  |
| 1995    | Die Hard - Hämningslöst                                  | film       | Charles Weiss            | biroll  |
| 1991    | Reading Rainbow                                          | tv-serie   | Ted the Grateful Head    | biroll  |

## Teater

### Roller
| År   | Roll           | Produktion                | Regi         | Teater                   |
| ---- | -------------- | ------------------------- | ------------ | ------------------------ |
| 2007 | Gaetano Proclo | The Ritz Terrence McNally | Joe Mantello | Studio 54, New York, USA |